# Atatürk Olympisch Stadion
Atatürk Olimpiyat Stadyumu is een atletiek- en voetbalstadion in Istanboel. Met een capaciteit van 81.283 toeschouwers is het het grootste in Turkije. Het stadion werd gebouwd in 2001, toen Istanboel kandidaat was voor de organisatie van de Olympische Spelen.
De Nationale ploeg van Turkije speelt er zijn thuiswedstrijden, er vinden ook atletiekwedstrijden plaats. Galatasaray (2003-04) en (2006-07), Istanbul Başakşehir (2007-14), Besiktas (2013-16) en Ümraniyespor (2016-17) speelden er hun thuiswedstrijden toen hun (her)nieuw(d)e stadions in aanbouw waren. De Champions League-finale van 2005 tussen Liverpool en AC Milan werd hier gespeeld. En ook de Champions League-finale van 2023 werd hier gespeeld.

## Belangrijke wedstrijden
- Groep = groepsfase
- F = finale

| Datum      | Competitie       | Ronde | Thuis              | Uitslag       | Uit |
| ---------- | ---------------- | ----- | ------------------ | ------------- | --- |
| 05-05-2004 | Turkse beker     | F     | Trabzonspor        | 4-0           | Gençlerbirliği                                                                                          |
| 25-05-2005 | Champions League | F     | Liverpool          | 3-3 (3-2 n.p) | AC Milan                                                                                                |
| 11-05-2005 | Turkse beker     | F     | Galatasaray        | 5-1           | Fenerbahçe                                                                                              |
| 05-12-2006 | Champions League | Groep | Galatasaray        | 3-2           | Liverpool                                                                                               |
| 07-08-2010 | Turkse supercup  | F     | Trabzonspor        | 3-0           | Bursaspor                                                                                               |
| 05-05-2020 | Turkse beker     | F     | n.n.b.             | -             | n.n.b.                                                                                                  |
| 30-05-2020 | Champions League | F     | -                  | -             | De finale van de Champions League zou gespeeld worden, maar werd geannuleerd wegens een coronapandemie. |
| 17-03-2023 | Champions League | F     | Manchester City FC | 1-0           | FC Internazionale Milano                                                                                |

## Fotogalerij

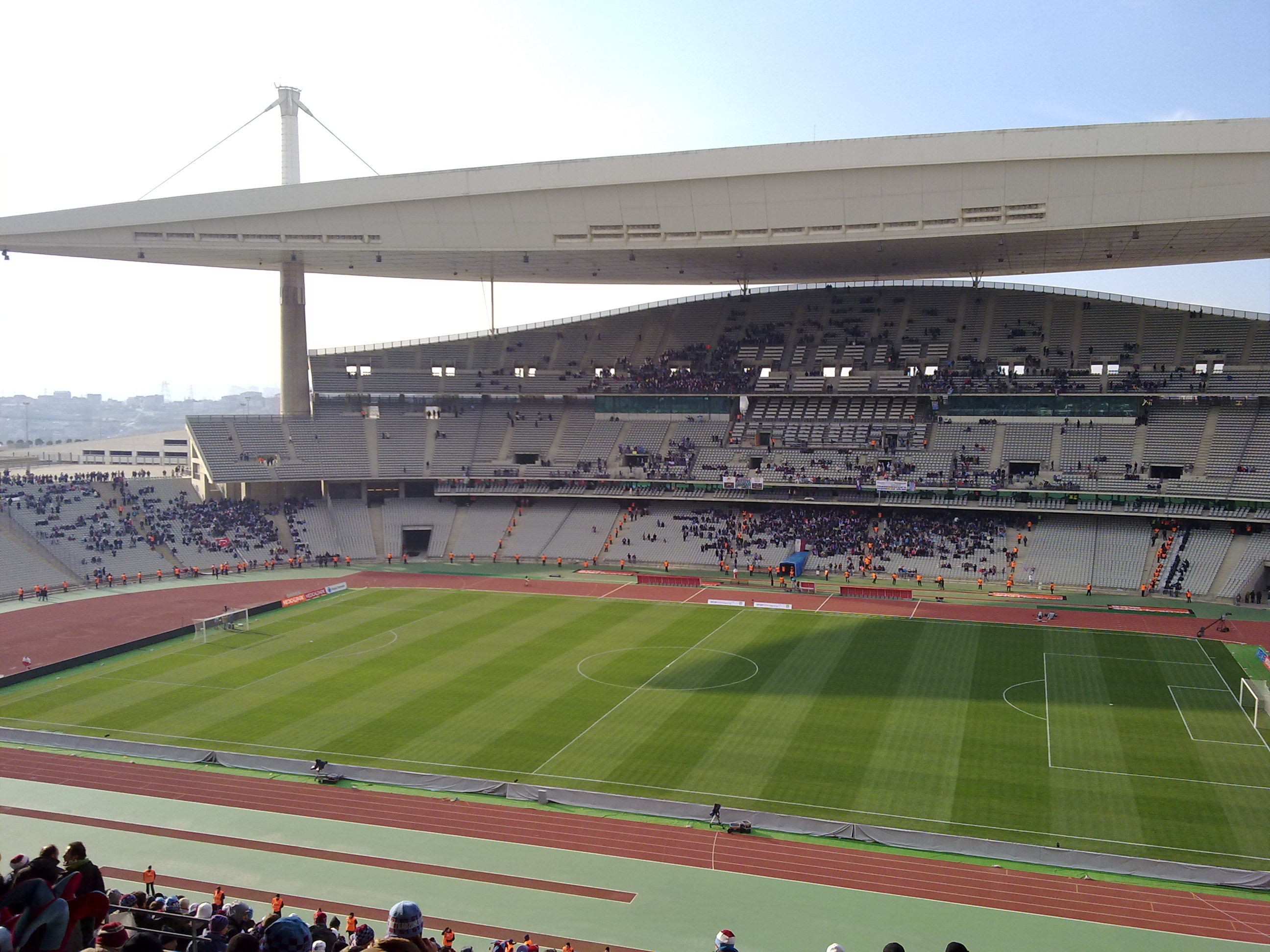
Binnenzijde van het stadion
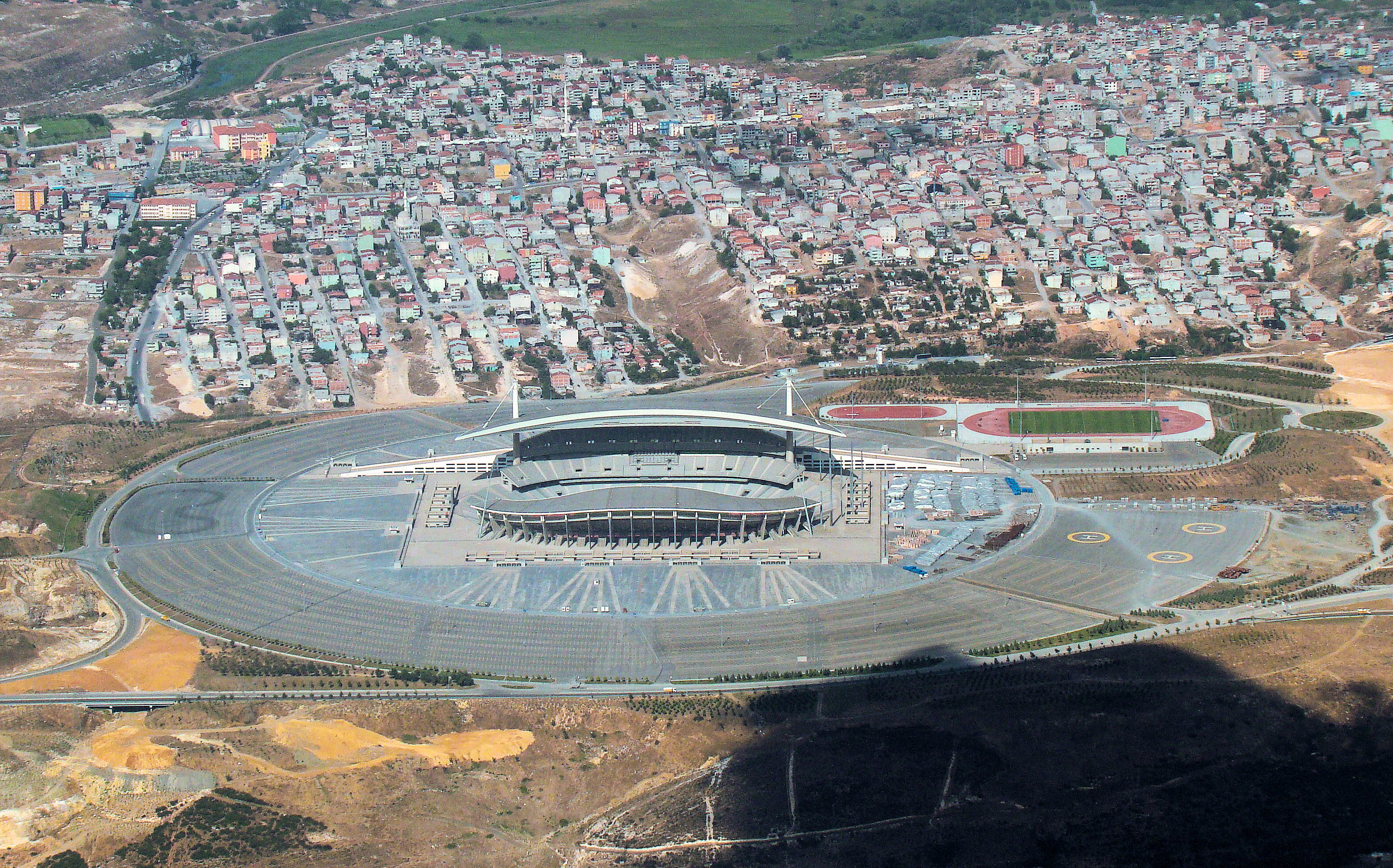
Het stadion vanuit de lucht
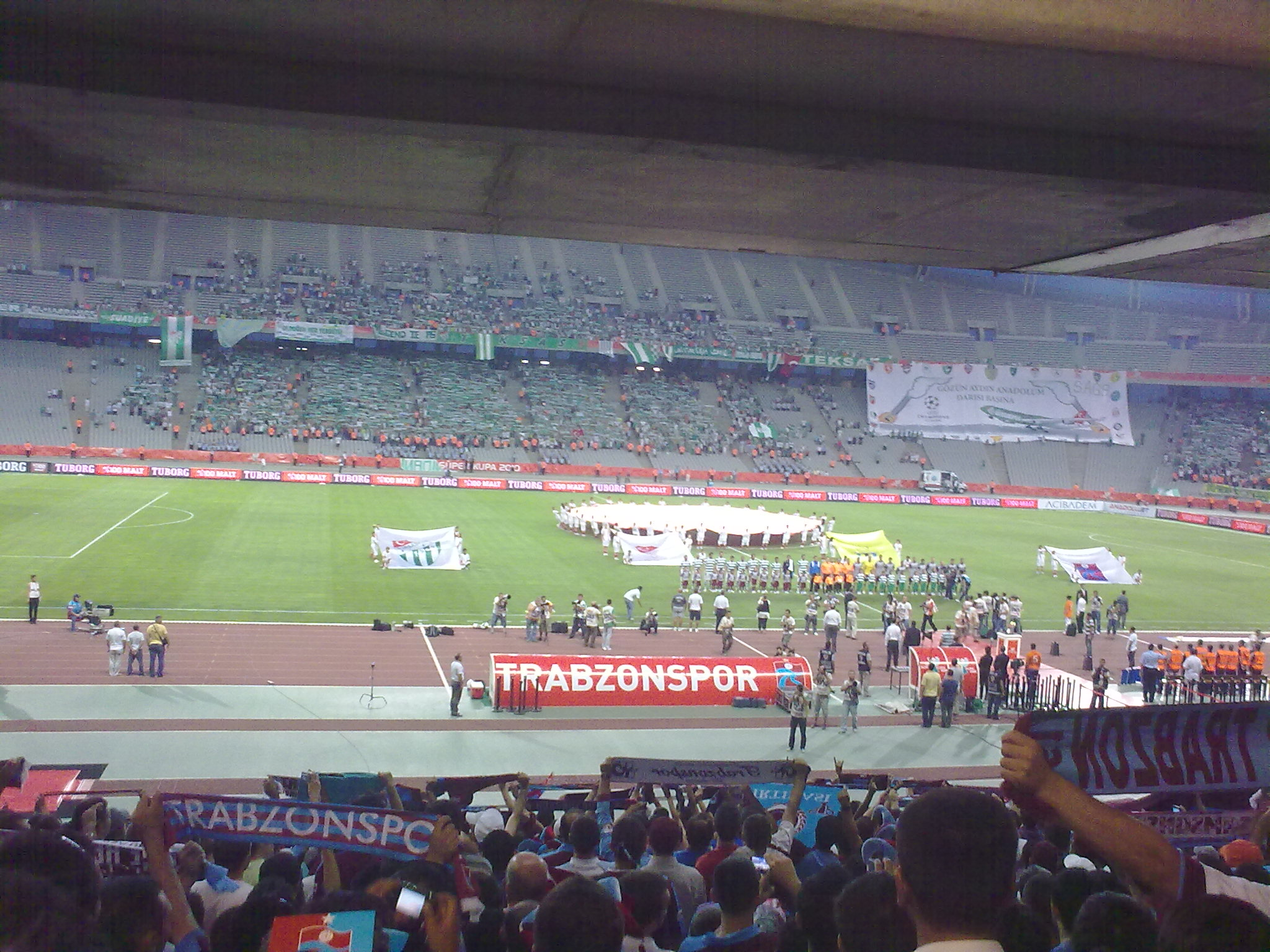
Tribunes (Bekerfinale 2010)
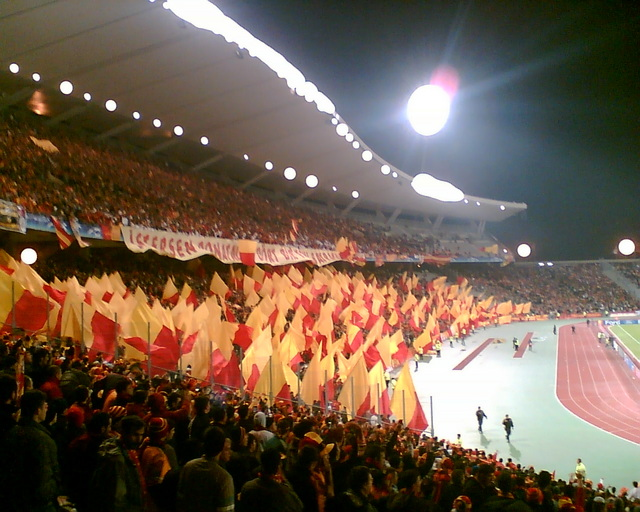
Zij tribune (Galatasaray-PSV)